# 森まどか (歌手)
森まどか（もりまどか、1964年11月7日 - ）は日本の歌手。北海道札幌市豊平区出身。血液型A型。

## 来歴・人物
幼い頃からのど自慢大会に出ては、優勝を重ねていたことで注目を集めていた。その後、地元札幌のヤマハヴォーカルスクールに在籍していた。1977年（昭和52年）の12歳当時、第13回ヤマハポピュラーソングコンテストつま恋本選会にて譜面応募曲「蒼い炎」を唄った歌手グループ「ピクルス」の一員として出場し、優秀曲賞を受賞。
レコード会社、プロダクションからスカウトされ、1978年（昭和53年）6月25日にビクター音楽産業（現：JVCケンウッド・ビクターエンタテインメント）から13歳で「ひまわりの夏」でデビュー。
セカンド・シングル「ねえ・ねえ・ねえ」は森と同じビクターから1982年（昭和57年）にデビューした小泉今日子のデビュー曲「私の16才」の原曲として知られている。
CF『メンソレータム薬用キャンパスリップ』『協和コンタクト』CMソング、「トヨタ自動車」「コカ・コーラ」「不二家」等、多数。
デビュー間もない若手の頃は、石川さゆり、山口百恵、奥村チヨ、美空ひばりなどの歌まねもこなしていたことがあった。
1998年（平成10年）9月発売の、ドラマー・村上ポンタ秀一の25周年アルバム「Welcome to my life」にて、楽曲「Chic」
を歌唱。
現在「夜明けのタクシー」の日本語、英語、フランス語、北京語、スペイン語、韓国語での六か国語展開のYouTube公開により、多言語シンガーとしても注目を集める。
昭和歌謡曲での幅広い活動も含め、ジャズ・ポピュラー・R&B・タンゴなどのジャンルで活躍している。

## ディスコグラフィ

### シングル
- ひまわりの夏／プチプチ・チャチャチャ（1978.6.25、ビクター音楽産業）
- ねえ・ねえ・ねえ／マイ・ボーイ（1979.4.25、ビクター音楽産業）　（小泉今日子「私の16才」の原曲）
- 投げ節お銀／北情歌 (2006.12.20、テイチクエンタテインメント)
- 今夜もラブユー（2013.12.21、アストロミュージック　小林亜星氏作詞作曲による 昭和レトロ流行歌）
- 夜明けのタクシー／愛のエトランゼ（2019.4.24、バップ）